# El Balseadero
El Balseadero är en ort i Mexiko.   Den ligger i kommunen Tuzantla och delstaten Michoacán de Ocampo, i den södra delen av landet, 150 km väster om huvudstaden Mexico City. El Balseadero ligger 612 meter över havet och antalet invånare är 153.
Terrängen runt El Balseadero är huvudsakligen kuperad, men åt sydväst är den platt. Runt El Balseadero är det glesbefolkat, med 20 invånare per kvadratkilometer. Närmaste större samhälle är Tuzantla, 0,52 km söder om El Balseadero. I omgivningarna runt El Balseadero växer huvudsakligen savannskog.